# سیارک ۷۴۱۸
سیارک ۷۴۱۸ (به انگلیسی: 7418 Akasegawa، نامگذاری:1991EJ1) هفت هزار و چهارصد و هجدهمین سیارک کشف شده‌است که در ۱۱ مارس ۱۹۹۱ کشف شد.
قدر مطلق سیارک برابر ۱۳٫۱۰ است.